# 1300

## أحداث
- تأسيس مدينة أمستردام وتقع حاليا في هولندا.
- تأسيس مدينة كازنلاك وتقع حاليا في بلغاريا.
- استعمال آلات العد في الصين لأول مرة.

## مواليد
- عالم الدين والمؤرخ الدمشقي المسلم شهاب الدين أحمد بن فضل الله العمري.
- جان بوريدان، الفيلسوف الفرنسي والمشكك الديني
- كتوتو خان كوسالا، إمبراطور سلالة يوان المغولية
- الشاعر الإنجليزي لورانس مينوت
- شمس الدين ابن الموصلي

## وفيات
- تران هونج داوو
- أبو العباس الإشبيلي فقية شافعي ومن علماء الحديث النبوي
- ثيؤدوسيوس الثالث (بابا الإسكندرية)
- محمد العبدري الحاحي رحالة ومؤرخ وقاض وفقيه